# Påskduva
Påskduva är ett bröd format som en fågel som bakas till påsk.
Att baka påskduvor är i Sverige främst en äldre sed.
Brödet var ett högtidsbröd som bakades på vetedeg (fint vetemjöl) och fylldes med torkad frukt. Ögonen markerades med korinter och näbben skulle göras av mandel. Men även enklare bröd bakade på limpdeg av grövre mjöl till påsk kunde kallas "påskduva".
Seden att baka påskduvor är i Sverige känd för att ha förekommit exempelvis i trakten kring Mariefred i Södermanland.
Symbolisk är duvan en sinnebild för den Helige Ande.